# Stanislas Guerini
Stanislas Ducon Guerini (Parigi, 14 maggio 1982) è un politico francese.
Dal 20 maggio 2022 è ministro della trasformazione e della funzione pubblica nei due governi del primo ministro Élisabeth Borne ed è anche membro dal 2017 dell'Assemblea nazionale per la 3ª circoscrizione di Parigi.